# Poldark (série littéraire)
Pour les articles homonymes, voir Poldark.
Poldark est une série de romans historiques écrits par Winston Graham entre 1945 et 2002. Elle a fait l'objet de plusieurs adaptations à la télévision.

## Résumé
Le personnage principal, Ross Poldark, revient d'Amérique, après avoir participé à la guerre, et rentre chez lui, dans les Cornouailles. Il retrouve sa fiancée qui, pensant qu'il était mort, est sur le point de se marier avec son cousin, Francis. Ross essaie de refaire fortune en rouvrant l'une des mines de la famille. Il épouse Demelza, une servante, et se remet doucement d'avoir perdu l'amour d'Elizabeth. Par la suite, Elizabeth devient veuve et se marie avec l'ennemi de Ross, George Warleggan.

## Liste des romans
| N° | Titre                     | Période   | Première édition |
| -- | ------------------------- | --------- | ---------------- |
| 1  | Ross Poldark              | 1783-1787 | 1945             |
| 2  | Demelza                   | 1788-1790 | 1946             |
| 3  | Jeremy Poldark            | 1790-1791 | 1950             |
| 4  | Warleggan                 | 1792-1793 | 1953             |
| 5  | The Black Moon            | 1794-1795 | 1973             |
| 6  | The Four Swans            | 1795-1797 | 1976             |
| 7  | The Angry Tide            | 1798-1799 | 1977             |
| 8  | The Stranger from the Sea | 1810-1811 | 1981             |
| 9  | The Miller's Dance        | 1812-1813 | 1982             |
| 10 | The Loving Cup            | 1813-1815 | 1984             |
| 11 | The Twisted Sword         | 1815      | 1990             |
| 12 | Bella Poldark             | 1818-1820 | 2002             |

- Ross Poldark (1945) a été publié en français sous le titre Sur les falaises de Cornouailles : 1. Romain Poldark, Paris, Éditions Mondiales, coll. « Nous Deux » no 314, 1972 ; réédition sous le titre Poldark, 1 : Les Falaises de Cornouailles, Paris, L'Archipel, coll. « Roman & évasion », 2017  (ISBN 978-2-8098-2105-5), puis Archipoche, 2019  (ISBN 978-2-3773-5270-8).
- Demelza (1946) a été publié en français sous le titre Sur les falaises de Cornouailles : 2. Elsa Poldark, Paris, Éditions Mondiales, coll. « Nous Deux », 1972 ; réédition sous le titre Poldark, 2 : Au-delà de la tempête, Paris, L'Archipel, coll. « Roman & évasion », 2017  (ISBN 978-2-8098-2142-0), puis Archipoche, 2019  (ISBN 978-2-3773-5271-5).
- Jeremy Poldark (1950) a été publié en français sous le titre Sur les falaises de Cornouailles : 3. Jérôme Poldark, Paris, Éditions Mondiales, coll. « Nous Deux » no 324, 1972 ; réédition sous le titre Poldark, 2 : Au-delà de la tempête, Paris, L'Archipel, coll. « Roman & évasion », 2017  (ISBN 978-2-8098-2142-0), puis Archipoche, 2019  (ISBN 978-2-3773-5271-5).
- Warleggan (1953) a été publié en français sous le titre Sur les falaises de Cornouailles : 4. Francis Poldark, Paris, Éditions Mondiales, coll. « Nous Deux » no 328, 1973, réédition sous le titre Poldark, 3 : La lune rousse, Paris, L'Archipel, coll. « Roman & évasion », 2019  (ISBN 978-2-8098-2609-8), puis Archipoche, 2020  (ISBN 978-2-3773-5461-0).
- The Black Moon (1973) a été publié en français sous le titre Sur les falaises de Cornouailles : 5. Elizabeth Poldark, Paris, Éditions Mondiales, coll. « Nous Deux » no 331, 1974, réédition sous le titre Poldark, 3 : La lune rousse, Paris, L'Archipel, coll. « Roman & évasion », 2019  (ISBN 978-2-8098-2609-8), puis Archipoche, 2020  (ISBN 978-2-3773-5461-0).

Les trois premiers volumes de la série Poldark ont été aussi repris sous le titre La Saga des Poldark par les éditions Del Duca, coll. « Romance et Mystère », en 1976.
Les cinq premiers volumes de la saga traduits en français ont été redécoupés et rassemblés en trois volumes dans les rééditions de L'Archipel et de Archipoche, avec les photos de la série utilisées pour les couvertures  : Ross Poldark (1945) est traduit dans Poldark, 1 : Les Falaises de Cornouailles publié en 2019, Demelza (1946) et Jeremy Poldark (1950) sont rassemblés dans Poldark, 2 : Au-delà de la tempête, publié en 2019 et Warleggan (1953) et The Black Moon (1973) sont rassemblés dans Poldark, 3 : La lune rousse, publié en 2020.

## Adaptations
Les romans ont été adaptés plusieurs fois à la télévision par la BBC : 
- 1975 : Poldark (en) (29 épisodes, 2 saisons) ;
- 1996 : Poldark, téléfilm de Richard Laxton ;
- 2015 : Poldark (43 épisodes, 5 saisons).